# ويليام إليوت (سياسي كندي، مواليد 1863)
ويليام إليوت هو طبيب وسياسي كندي، ولد في 1863، وتوفي في 29 أكتوبر 1934. انتخب عضو المجلس التشريعي في ساسكاتشوان.